# Williamson (Illinois)
Williamson es una villa ubicada en el condado de Madison en el estado estadounidense de Illinois. En el Censo de 2010 tenía una población de 230 habitantes y una densidad poblacional de 57,22 personas por km².

## Geografía
Williamson se encuentra ubicada en las coordenadas 38°59′15″N 89°45′50″O / 38.98750, -89.76389. Según la Oficina del Censo de los Estados Unidos, Williamson tiene una superficie total de 4.02 km², de la cual 3.9 km² corresponden a tierra firme y (2.96%) 0.12 km² es agua.

## Demografía
Según el censo de 2010, había 230 personas residiendo en Williamson. La densidad de población era de 57,22 hab./km². De los 230 habitantes, Williamson estaba compuesto por el 97.83% blancos, el 0.43% eran afroamericanos, el 0% eran amerindios, el 0.87% eran asiáticos, el 0% eran isleños del Pacífico, el 0% eran de otras razas y el 0.87% pertenecían a dos o más razas. Del total de la población el 0% eran hispanos o latinos de cualquier raza.